# Икон-Халкский район
Икон-Халкский район — административно-территориальная единица в составе Черкесской автономной области, существовавшая в 1935—1956 годах. 
Административный центр — аул Икон-Халк, с ноября 1936 — аул Адыге-Хабль.

## История
Икон-Халкский район был образован 23 января 1935 года в составе Черкесской АО Северо-Кавказского края.
13 марта 1937 года Черкесская АО вошла в состав Орджоникидзевского (с 12 января 1943 — Ставропольского) края.
По состоянию на 1939 год в состав Икон-Халкского района входили сельсоветы: Абазактский, Адиль-Халковский, Адыге-Хабльский, Баралкинский, Бесленеевский, Икон-Халкский, Инжи-Чишхо, Кош-Хабльский, Кызыл-Тогайский, Кызыл-Юртовский, Малозеленчукский, Ново-Хумаринский, Псаучье-Дахский и Эркен-Халкский.
9 мая 1939 года Кош-Хабльский и Малозеленчукский сельсоветы были переданы в Хабезский район.
29 мая 1952 года Баралкинский сельсовет был передан в Кувинский район.
20 августа 1953 года к Икон-Халкскому району был присоединён Кувинский район (Абаза-Хабльский, Апсуанский, Баралкинский, Вако-Жиле, Киево-Жураковский, Ново-Кувинский, Спартанский, Старо-Кувинский, Таранта, Эркен-Юртовский и Эрсаконский с/с).
18 июня 1954 года были укрупнены сельсоветы Икон-Халкского района (упразднены Адиль-Халковский (территория передана в Адыге-Хабльский с/с), Баралкинский (территория передана в Апсуанский с/с), Вако-Жиле (территория передана в Старо-Кувинский с/с), Инжи-Чишхо (территория передана в Бесленеевский с/с), Киево-Жураковский (территория передана в Эрсаконский с/с), Кызыл-Тогайский (территория передана в Икон-Халкский с/с), Кызыл-Юртовский (территория передана в Псаучье-Дахский с/с), Ново-Кувинский (территория передана в Эрсаконский с/с), Ново-Хумаринский (территория передана в Абазактский с/с), Спартанский (территория передана в Апсуанский с/с), Тапанта (территоия передана в Абаза-Хабльский с/с) и Эркен-Халкский (территория передана в Адыге-Хабльский с/с)). В итоге в 1955 году в состав района входили следующие сельсоветы: Абазактский, Абаза-Хабльский, Адыге-Хабльский, Апсуанский, Бесленеевский, Икон-Халкский, Псаучье-Дахский, Старо-Кувинский, Эркен-Юртовский, Эрсаконский. 6 октября 1955 года были упразднены Абазактский (территория передана в Псаучье-Дахский с/с), Абаза-Хабльский (территория передана в Старо-Кувинский с/с) и Икон-Халкский (территория передана в Адыге-Хабльский с/с) с/с.
8 мая 1956 года Икон-Халкский района был упразднён, а его территория (Адыге-Хабльский, Апсуанский, Бесленеевский, Псаучье-Дахский, Старо-Кувинский, Эркен-Юртовский и Эрсаконский с/с) передана в прямое подчинение Черкесской АО.

## Население
По Всесоюзной переписи 1939 года, в районе проживало 15 175 человек. Из них:
| Народ    | Численность | Доля   |
| черкесы  | 6 558       | 43,2 % |
| ногайцы  | 4 804       | 31,6 % |
| русские  | 2 333       | 15,4 % |
| абазины  | 860         | 5,7 %  |
| украинцы | 154         | 1,0 %  |
| другие   | 466         | 3,1 %  |
| всего    | 15 175      | 100 %  |